# Feri Thierry
Feri Thierry (* 1973 in Wien) ist ein österreichischer Politikberater und Politiker. Er war bis Ende Oktober 2016 Bundesgeschäftsführer der Partei NEOS – Das Neue Österreich und Liberales Forum. Er ist seit Januar 2022 Generalsekretär des European Forum Alpbach.

## Beruf
2004 gründete er sein eigenes Unternehmen Thierry Politikberatung mit Dienstleistungen in den Bereichen Public Affairs und Politische Kommunikation.
Er gründete 2011 die Österreichische Public Affairs-Vereinigung und fungierte als erster Präsident.
Mit seiner Bestellung zum Bundesgeschäftsführer von NEOS, deren Kommunikationsberater er seit der Gründung war, zog er sich vollständig aus seinem Unternehmen zurück und beendete auch seine Tätigkeit in der ÖPAV.
Von Januar 2020 bis Dezember 2021 war er Geschäftsführer des Wiener Ablegers der Public-Affairs-Agentur 365 Sherpas. Seit Januar 2022 ist er Generalsekretär des Europäischen Forums Alpbach.

## Politik
Bereits in seiner Schulzeit war Thierry als Klassensprecher und als Schulsprecher aktiv.
Zunächst Landesobmann der Wiener Schülerunion (damals UHS Wien), war Thierry 1992 bis 1994 Bundesobmann der Schülerunion (damals Union Höherer Schüler), von 1996 bis 1998 Bundesobmann der AktionsGemeinschaft.
In den 1990er- und 2000er-Jahren war er Sprecher der Plattform für offene Politik. 2001 engagierte er sich als Sprecher der Initiativgruppe innerhalb der ÖVP für die Gleichstellung Homosexueller und lancierte die Kampagne “Stark. Schwarz. Schwul”.
Im August 2013 initiierte er das Projekt "Es wird besser", die österreichische Version des US-amerikanischen "It Gets Better Project".
Im Oktober 2013 wurde er zum Bundesgeschäftsführer der neu ins Parlament gewählten Partei NEOS bestellt. Seine Bestellung wurde von verschiedenen Personen kritisiert. Der Vorsitzende der israelitischen Kultusgemeinde, Oskar Deutsch, kritisierte Thierry etwa für seine Nähe zur ungarischen Regierung (er war Berater dieser) und seine fehlende Distanzierung zu Ex-Diktator Miklós Horthy, welcher für seine antisemitischen Handlungen bekannt war. Thierry stellte daraufhin seine Ablehnung von Horthy klar.
Im Oktober 2016 gab Thierry seinen Rückzug aus der Funktion des NEOS Generalsekretärs und die Rückkehr in die Privatwirtschaft bekannt. Ihm folgte mit 1. November 2016 der bisherige Klubdirektor im Nationalrat, Stefan Egger, nach.